# Bildtafel der Verkehrszeichen in Tunesien
Die Verkehrszeichen in Tunesien sind die gleichen wie in Frankreich, aber zweisprachig in Arabisch und Französisch.

## Warnsignale

## Prioritätszeichen

## Verbotsschilder

## Hinweisschilder